# Список дипломатичних місій Європейського Союзу

Європейський Союз
Країни з делегаціями ЄС

## Європа
- Албанія
  - Тирана (Делегація)
- Вірменія
  - Єреван (Делегація †)
- Азербайджан
  - Баку (Делегація)
- Боснія і Герцеговина
  - Сараєво (Делегація)
- Грузія
  - Тбілісі (Делегація †)
- Ісландія
  - Рейк'явік (Делегація)
- Косово
  - Приштина (Бюро по зв'язках Європейської комісії)
  - Косовська Мітровіца (Бюро)[1]
- Північна Македонія
  - Скоп'є (Делегація †)
- Молдова
  - Кишинів (Делегація †)
- Чорногорія
  - Подгориця (Делегація)
- Норвегія
  - Осло (Делегація †)
- Росія
  - Москва (Делегація)
- Сербія
  - Белград (Делегація †)
- Швейцарія
  - Берн (Делегація †)
- Туреччина
  - Анкара (Делегація)
- Україна
  - Київ (Делегація†)

## Північна Америка

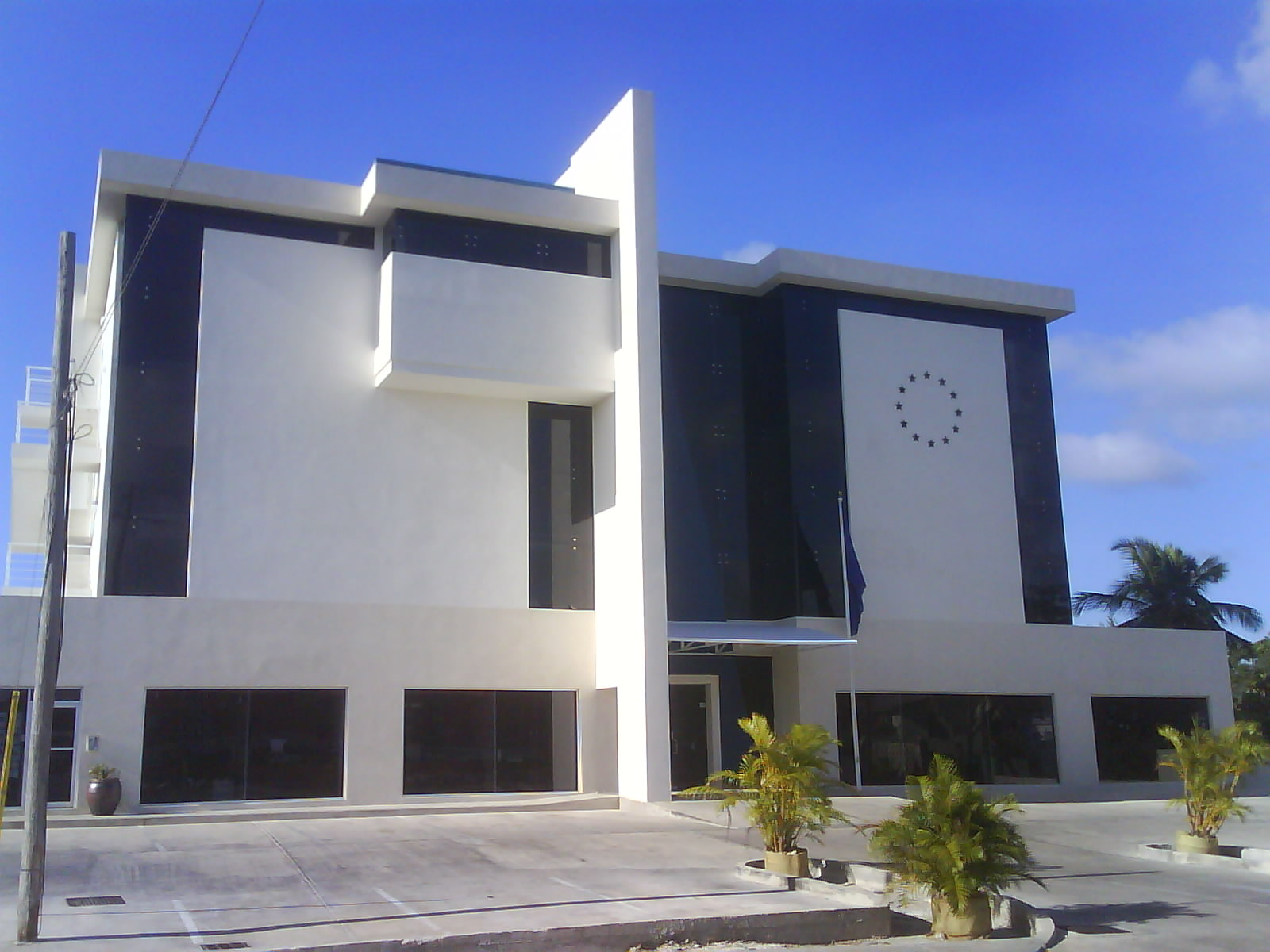
Східно-Карибська філія Європейської комісії на Барбадосі.

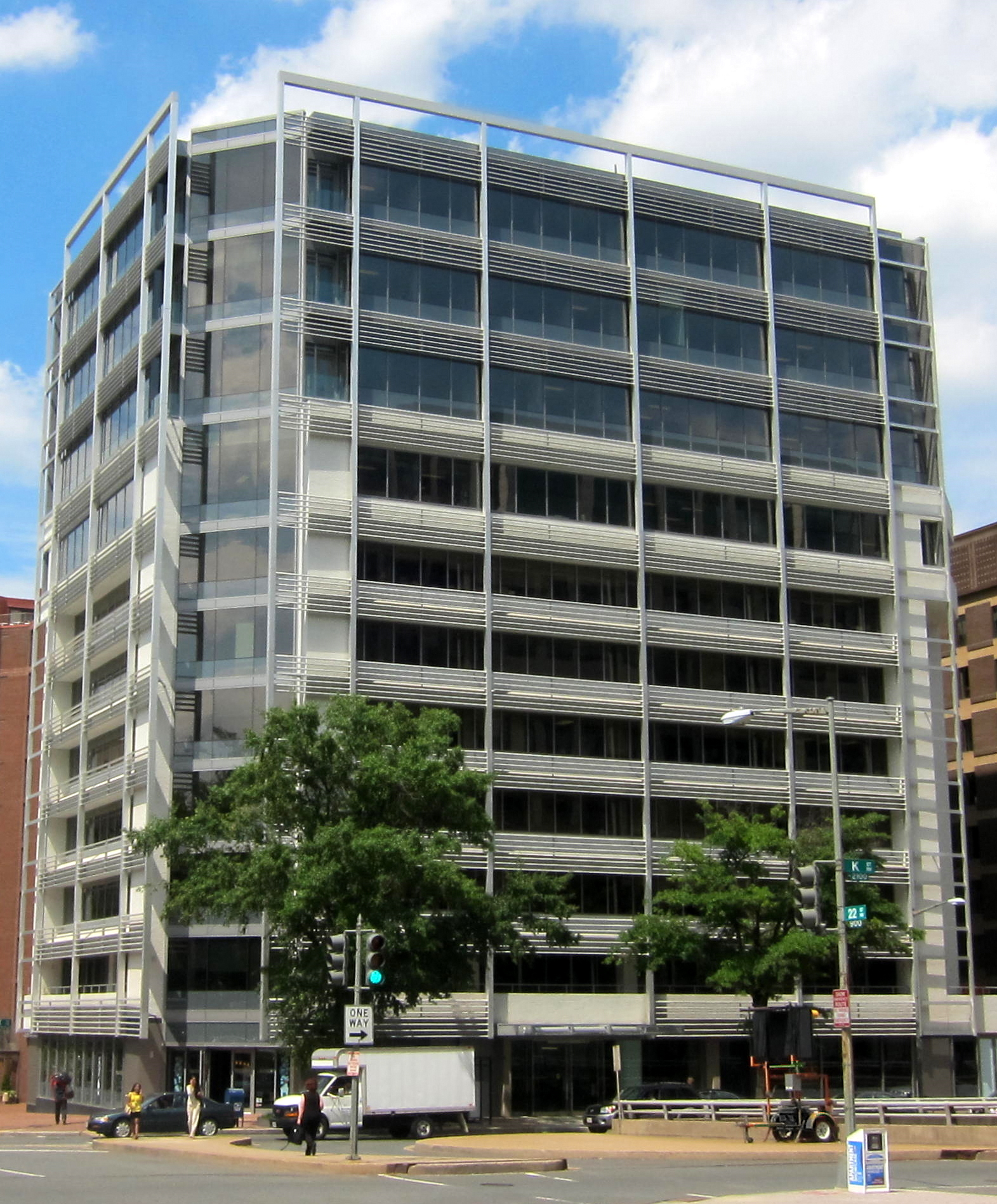
Делегація Європейського Союзу у Вашингтоні, округ Колумбія

- Барбадос
  - Бриджтаун (Делегація)
- Канада
  - Оттава (Делегація)
- Домініканська Республіка
  - Санто-Домінго (Делегація)
- Гаїті
  - Порт-о-Пренс (Делегація)
- Ямайка
  - Кінгстон (Делегація)
- Мексика
  - Мехіко (Делегація)
- Нікарагуа
  - Манагуа (Делегація)
- США
  - Вашингтон (Делегація)

## Південна Америка
- Аргентина
  - Буенос-Айрес (Делегація)
- Болівія
  - Ла-Пас (Делегація)
- Бразилія
  - Бразиліа (Делегація)
- Чилі
  - Сантьяго (Делегація)
- Колумбія
  - Богота (Делегація)
- Гаяна
  - Джорджтаун (Делегація)
- Парагвай
  - Асунсьйон (Делегація)
- Перу
  - Ліма (Делегація)
- Уругвай
  - Монтевідео (Делегація)
- Венесуела
  - Каракас (Делегація)

## Африка
- Алжир
  - Алжир (Делегація)
- Ангола
  - Луанда (Delegation †)
- Бенін
  - Котону (Делегація)
- Ботсвана
  - Габороне (Delegation †)
- Буркіна-Фасо
  - Уагадугу (Delegation †)
- Бурунді
  - Бужумбура (Delegation †)
- Камерун
  - Яунде (Delegation †)
- Кабо-Верде
  - Прая (Delegation †)
- Центральноафриканська Республіка
  - Бангі (Delegation †)
- Чад
  - Нджамена (Delegation †)
- Республіка Конго
  - Браззавіль (Делегація)
- ДР Конго
  - Кіншаса (Делегація)
- Кот-д'Івуар
  - Абуджа (Delegation †)
- Джибуті
  - Джибуті (Delegation †)
- Єгипет
  - Каїр (Делегація)
- Еритрея
  - Асмара (Delegation †)
- Ефіопія
  - Аддис-Абеба (Delegation †)
- Габон
  - Лібревіль (Делегація)
- Гана
  - Аккра (Delegation †)
- Гвінея
  - Конакрі (Делегація)
- Гвінея-Бісау
  - Бісау (Delegation †)
- Кенія
  - Найробі (Delegation †)
- Лесото
  - Масеру (Delegation †)
- Ліберія
  - Монровія (Delegation †)
- Мадагаскар
  - Антананаріву (Delegation †)
- Малаві
  - Лілонгве (Delegation †)
- Малі
  - Бамако (Делегація)
- Мавританія
  - Нуакшот (Делегація)
- Маврикій
  - Порт-Луї (Delegation †)
- Марокко
  - Рабат (Делегація)
- Мозамбік
  - Мапуту (Delegation †)
- Намібія
  - Віндгук (Делегація)
- Нігер
  - Ніамей (Delegation †)
- Нігерія
  - Абуджа (Delegation †)
- Руанда
  - Кігалі (Delegation †)
- Сенегал
  - Дакар (Delegation †)
- Сьєрра-Леоне
  - Фрітаун (Delegation †)
- ПАР
  - Преторія (Delegation †)
- Судан
  - Хартум (Delegation †)
- Танзанія
  - Дар-ес-Салам (Delegation †)
- Того
  - Ломе (Delegation †)
- Туніс
  - Туніс (Делегація)
- Уганда
  - Кампала (Delegation †)
- Замбія
  - Лусака (Делегація)
- Зімбабве
  - Хараре (Delegation †)

## Близький Схід
- Ірак
  - Багдад (Делегація)
- Ізраїль
  - Тель-Авів (Делегація)
- Йорданія
  - Амман (Делегація)
- Ліван
  - Бейрут (Делегація)
- Палестинська адміністрація
  - Східний Єрусалим (European Commission Technical Assistance Office)
- Саудівська Аравія
  - Ер-Ріяд (Делегація)
- Сирія
  - Дамаск (Делегація)

## Азія
- Афганістан
  - Кабул (Delegation †)
- Бангладеш
  - Дака (Делегація)
- КНР
  - Пекін (Delegation †)
  - Гонконг (Office †)
- Індія
  - Нью-Делі (Delegation †)
- Індонезія[2]
  - Джакарта (Delegation †)
- Японія
  - Токіо (Делегація)
- Казахстан
  - Астана (Делегація)
  - Алмати (Office)
- Киргизстан
  - Бішкек (Делегація)
- Малайзія
  - Куала-Лумпур (Делегація)
- Непал
  - Катманду (Делегація)
- Пакистан
  - Ісламабад (Делегація)
- Філіппіни
  - Маніла (Delegation †)
- Сінгапур
  - Сінгапур (Делегація)
- Південна Корея
  - Сеул (Делегація)
- Шрі-Ланка
  - Коломбо (Делегація)
- Республіка Китай
  - Тайбей (Economic and Trade Office)
- Таджикистан
  - Душанбе (Делегація)
- Таїланд
  - Бангкок (Delegation †)
- Східний Тимор
  - Ділі (Delegation †)
- Узбекистан
  - Ташкент (Europa House)
- В'єтнам
  - Ханой (Delegation †)

## Океанія

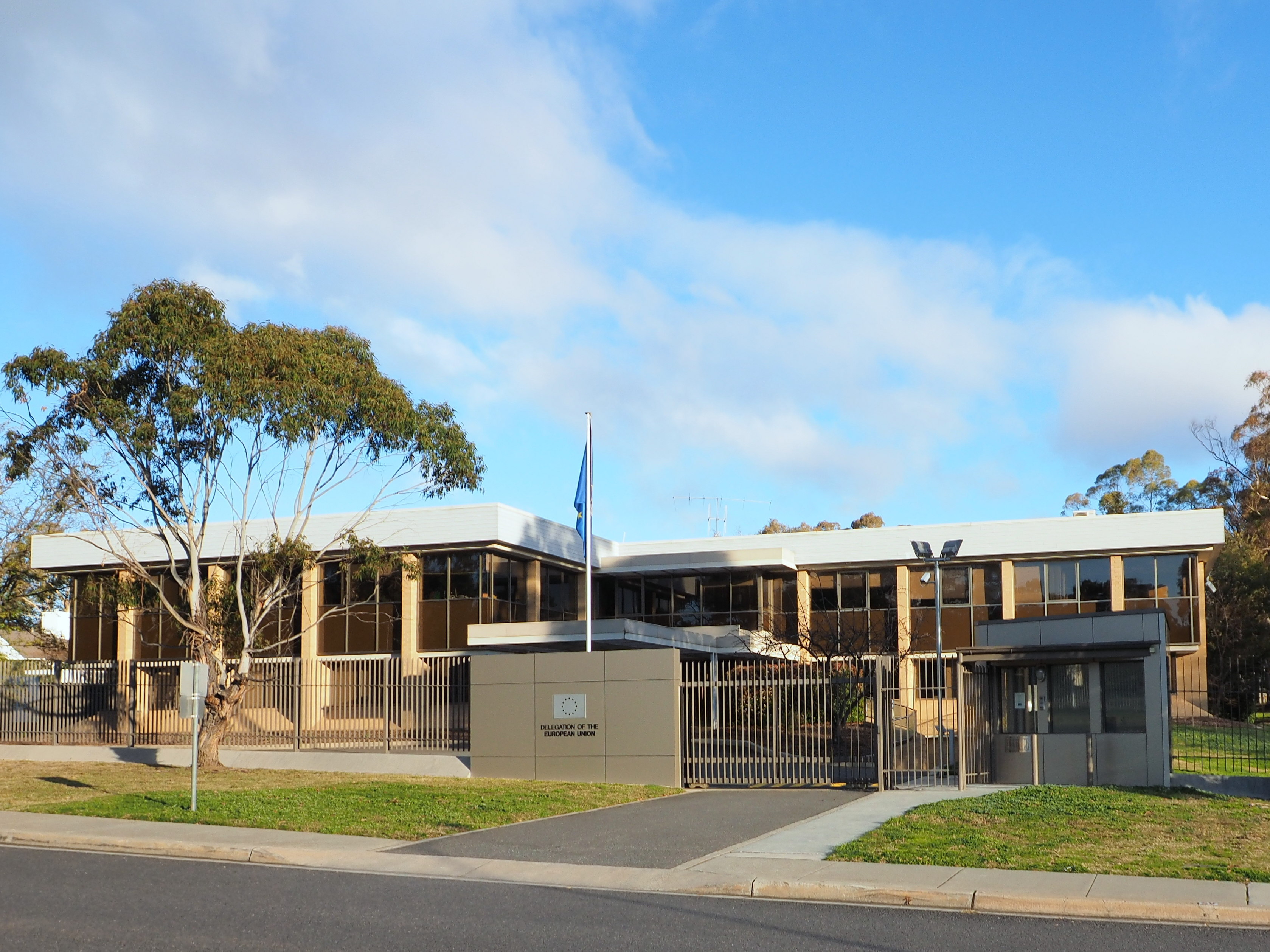
Делегація Європейської комісії у Канберрі, Австралія.

- Австралія
  - Канберра (Delegation †)
- Фіджі
  - Сува (Delegation †)
- Папуа Нова Гвінея
  - Порт-Морсбі (Delegation †)
- Нова Зеландія
  - Веллінгтон (Delegation †)

## Multilateral organisations
- Addis Ababa (Delegation to the African Union †)
- Geneva (Delegation to UN organisations and the World Trade Organization)[3]
- Джакарта (Delegation to ASEAN)[4]
- New York City (Delegation to the United Nations)
- Paris (Delegation to UNESCO and the Organisation for Economic Co-operation and Development)
- Rome (Delegation to UN organisations: Food and Agriculture Organization, WFP, IFAD)[5]
- Strasbourg (Delgation to the Council of Europe)
- Відень (Delegation to the international organisations in Vienna: IAEA, UNODC, UNIDO and the Organization for Security and Co-operation in Europe)[6]